# Fabryka Maszyn Leżajsk
Fabryka Maszyn Leżajsk – polskie przedsiębiorstwo produkujące maszyny, z siedzibą w Leżajsku, działające w formie spółki z o.o.
Jest producentem hydraulicznych betonomieszarek samochodowych oraz wózków i ciągników akumulatorowych. Zajmuje się też remontami betonomieszarek.

## Historia

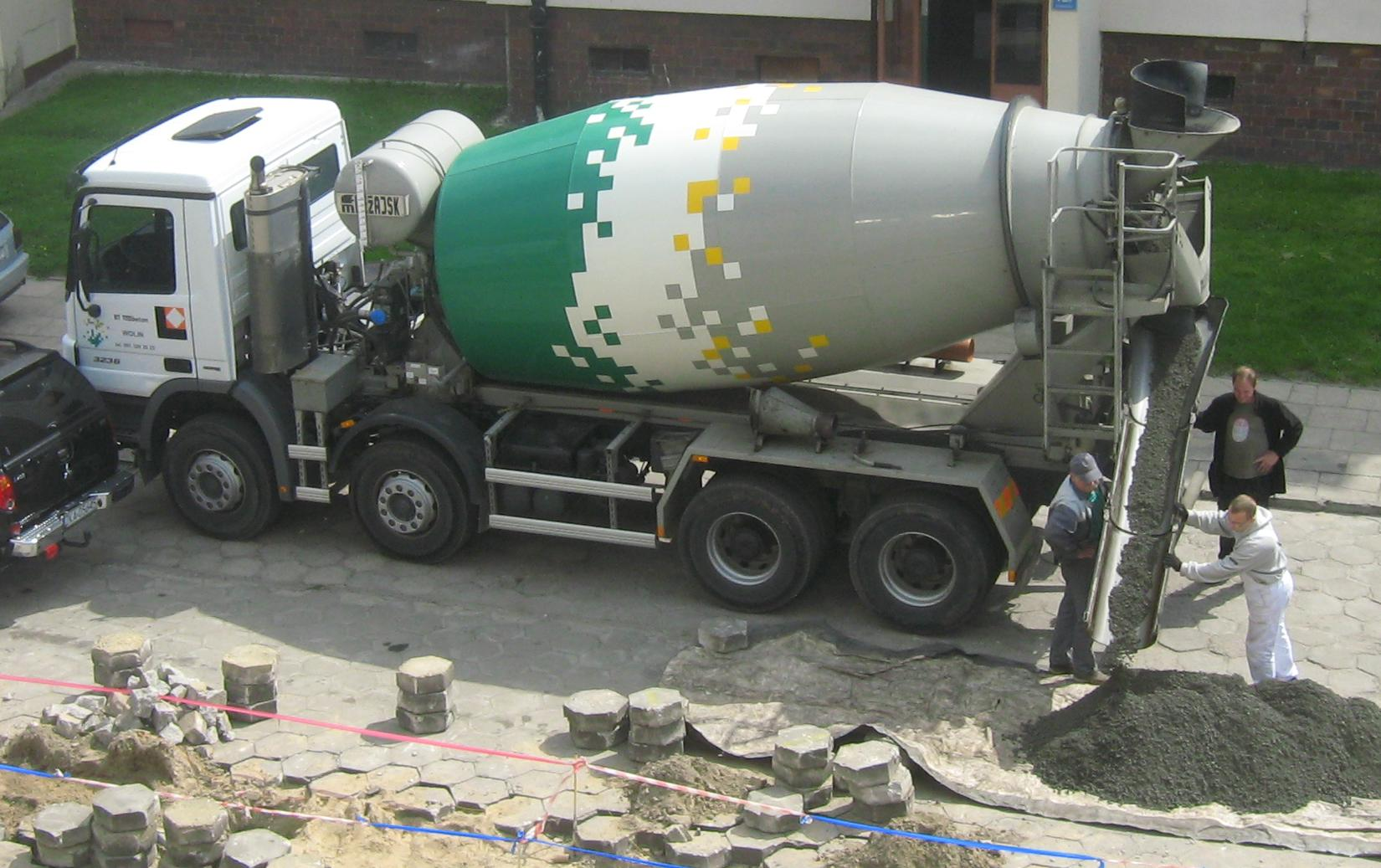
Betoniarka produkcji FM Leżajsk

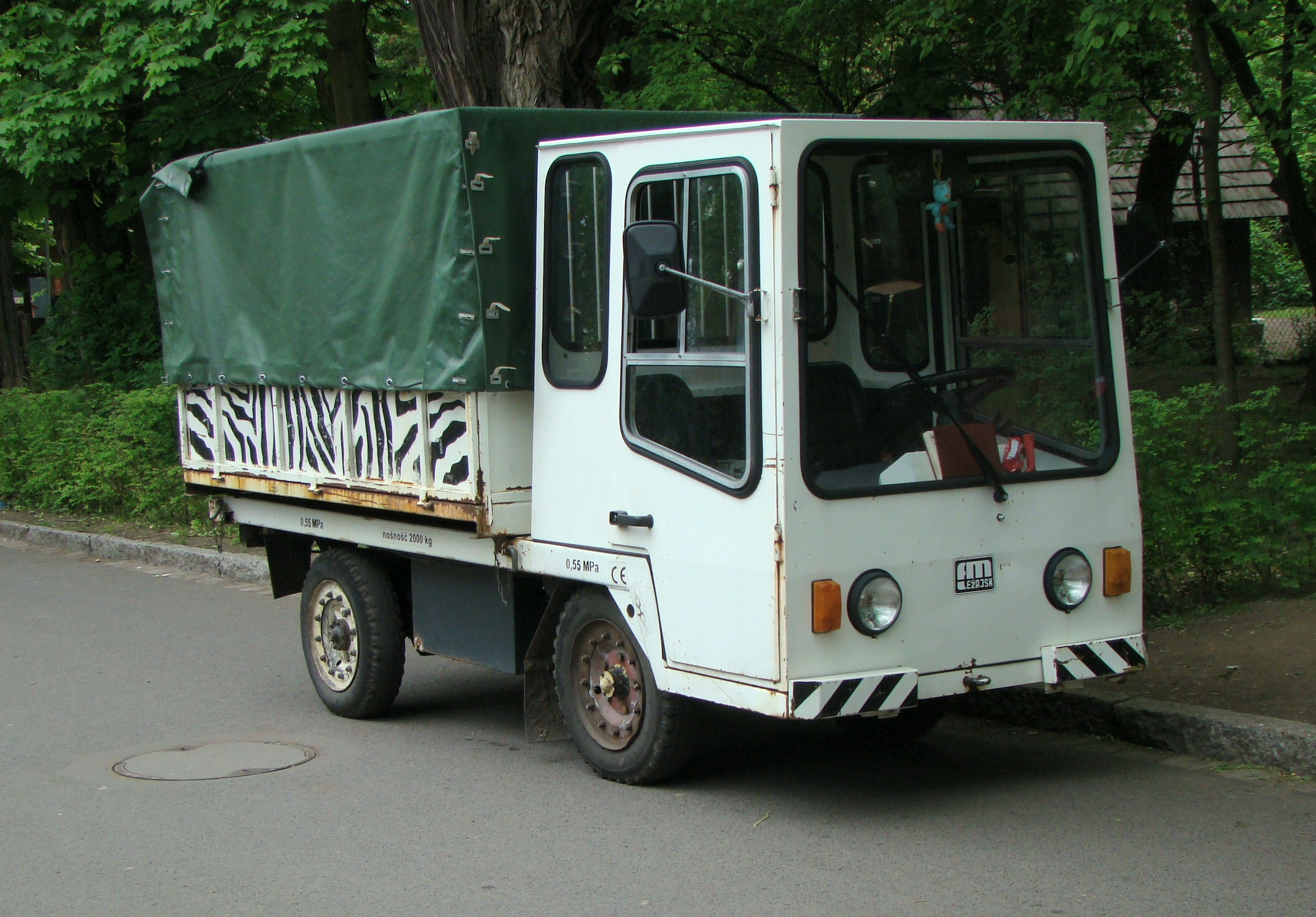
Wózek akumulatorowy serii WAN

Fabryka maszyn powstała w maju 1970 roku jako filia Huty Stalowa Wola, a w 1978 roku została wydzielona ze struktury huty jako samodzielny zakład. Działała wówczas jako przedsiębiorstwo państwowe Fabryka Maszyn w Leżajsku. 6 czerwca 1999 roku została skomercjalizowana jako Fabryka Maszyn w Leżajsku spółka z ograniczoną odpowiedzialnością, należąca do Skarbu Państwa (numer KRS 106213).
Kryzys w branży budowlanej pod koniec I dekady XXI wieku spowodował duże kłopoty finansowe fabryki, a Skarb Państwa próbował bez powodzenia sprzedać jej udziały na rynku. Zakład zatrudniał wówczas 250 osób i był największym polskim producentem betonomieszarek samochodowych. 27 grudnia 2012 roku sąd ogłosił upadłość spółki. Jej przedsiębiorstwo wraz z nazwą jednak zostało sprzedane kolejnym podmiotom i kontynuowało produkcję o tym samym profilu, w tym samym miejscu. Z końcem 2014 roku spółka AZT Investors, która nabyła fabrykę, przyjęła nazwę Fabryka Maszyn Leżajsk Nowa Sp. z o.o. Również ona jednak ogłosiła upadłość w czerwcu 2017 roku.
Obecnie istniejąca spółka, która nabyła majątek przedsiębiorstwa, powstała w 2012 roku jako Romer Niewiadów w Niewiadowie, a od 7 czerwca 2019 roku działa pod nazwą Przedsiębiorstwo Fabryka Maszyn Leżajsk Sp. z o.o. w Leżajsku (nr KRS 433287).